# Dilute-Gen

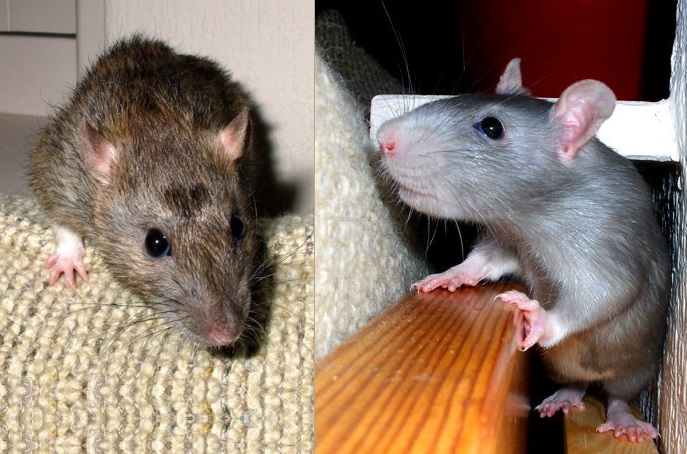
Zwei Ratten: links Wildfarbe, rechts eine Zuchtform mit Aufhellung zu hellgrau durch ein Dilute-Gen

Als Dilute-Gen (engl. dilute „verdünnen“) oder Verdünnungsgen werden bei unterschiedlichen Tierarten verschiedene Gene bezeichnet, deren Mutationen zu einer Aufhellung der Intensität der Fellfarbe führen.

## Myosin 5a-Gen
Myosin 5A ist für den Transport der Melanosomen (Farbstoffkörnchen) zu den Spitzen der Zellausläufer der Melanozyten (farbstoffbildende Zellen) zuständig. Dort werden sie an diejenigen Zellen übertragen, die nachher gefärbt sein sollen. Die Anzahl der Melanosomen ist normal, sie verklumpen aber so miteinander, dass die Farbe dadurch aufgehellt wird. Durch die Konzentration in unregelmäßigen Gruppierungen wird die Lichtabsorption vermindert und schwarzes Fell erscheint grau. Zusätzlich ändern sie die Form der Melanozyten und verkleinern die Melaningranula, was die Aufhellung verstärkt.

### Maus
Bei der Maus wird die Mutation des Genortes Myosin 5a als Dilute-Lethal-20J-Protein-Gen bezeichnet.

### Ratte
Die Mutation Dilute-Opisthotonus (dop) bei Ratten betrifft das Myosin 5A Gen.

### Mensch
Eine Mutation desselben Gens führt beim Menschen zum Griscelli-Syndrom.

## MLPH
MLPH (Melanophilin-Gen) ist ein Gen, das ebenso wie Myosin 5a beim Transport der Melanosomen eine Rolle spielt. Es führt aus sehr ähnlichen Gründen wie dieses zu einer Aufhellung der Fellfarbe.

### Maus
Bei der Maus ist das MLPH-Gen für die mit aufgehellter Fellfarbe verbundene Mutation „Leaden“ verantwortlich.

### Katzen

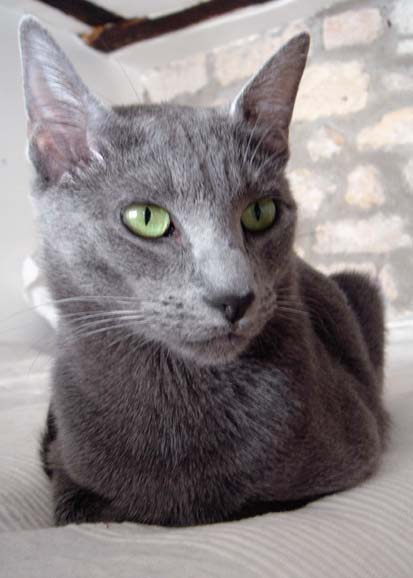
Katze der Rasse Russisch Blau mit Dilute-Gen

Bei der Katzen ist das Verdünnungsgen eine Mutation von MLPH. Es sind drei Allele bekannt, D (Wildtyp, volle Färbung, dominant), d (verdünnt) und Dm (modifiziert verdünnt, welches aber höchstwahrscheinlich auf einem anderen Genort lokalisiert ist).
Durch Verdünnung wird aus schwarz blau, aus chocolate lilac, aus cinnamon fawn und aus rot creme. Die modifiziert verdünnten Farben heißen caramel (aus blau), taupe (aus lilac) und apricot (aus creme). Die modifizierte Verdünnung von fawn scheint sich bislang noch nicht manifestiert zu haben.
Von Katzenzüchtern wird die verdünnte Farbe sehr geschätzt, einige Katzenrassen wie die Kartäuser-Katze, die Korat-Katze und die Russisch Blau müssen die verdünnte Farbe zeigen, das Verdünnungsgen also reinerbig tragen.

### Hunde
Beim Hund führt eine als Dilute-Gen bezeichnete Mutation des MLPH-Locus dazu, dass sich Eumelanin aufhellt, während Phäomelanin nahezu unverändert bleibt. Hunde mancher Rassen, aber auch Mischlinge mit dem Dilute-Gen leiden häufig an einer Farbmutantenalopezie (CDA).

#### Erscheinungsbild
Von den Farbtönen die im Fell des Hundes vorkommen wird das durch Phäomelanin hervorgerufene Hellbraun kaum beeinflusst. Dagegen wird schwarz zu einem als „blau“ bezeichneten grau aufgehellt und dunkelbraun wird zu der typischen Farbe des Weimaraners aufgehellt. Tiere, die ohne das Dilute-Gen schwarze oder dunkelbraune Bereiche im Fell hätten, sind genau an diesen Stellen aufgehellt, während die hellbraunen Fellbereiche kaum beeinflusst sind.

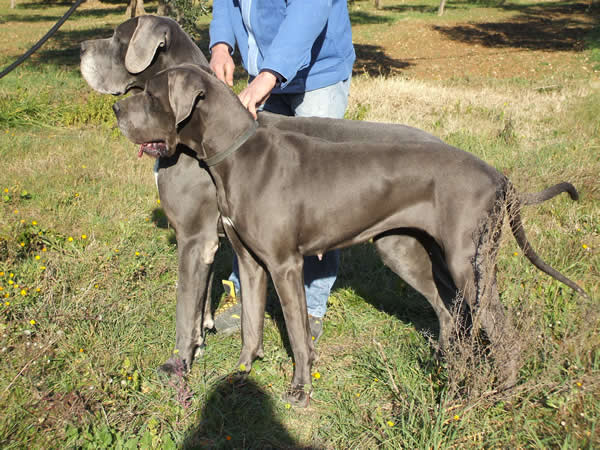
Deutsche Doggen, die durch das Dilute-Gen von schwarz zu blau aufgehellt wurden
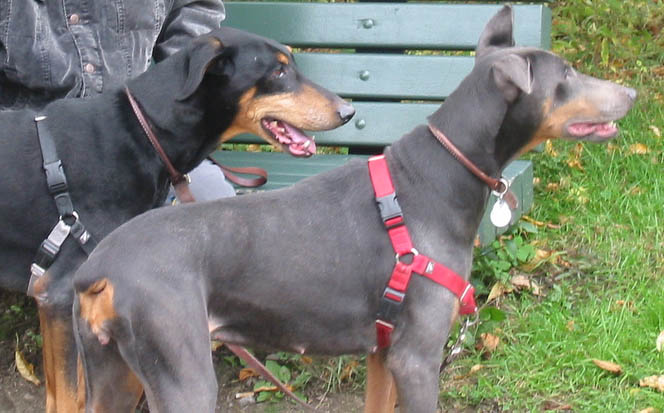
Dobermann: hinten schwarz mit loh, vorne blau mit loh – erkennbar ist, dass die hellbraunen Stellen kaum aufgehellt wurden
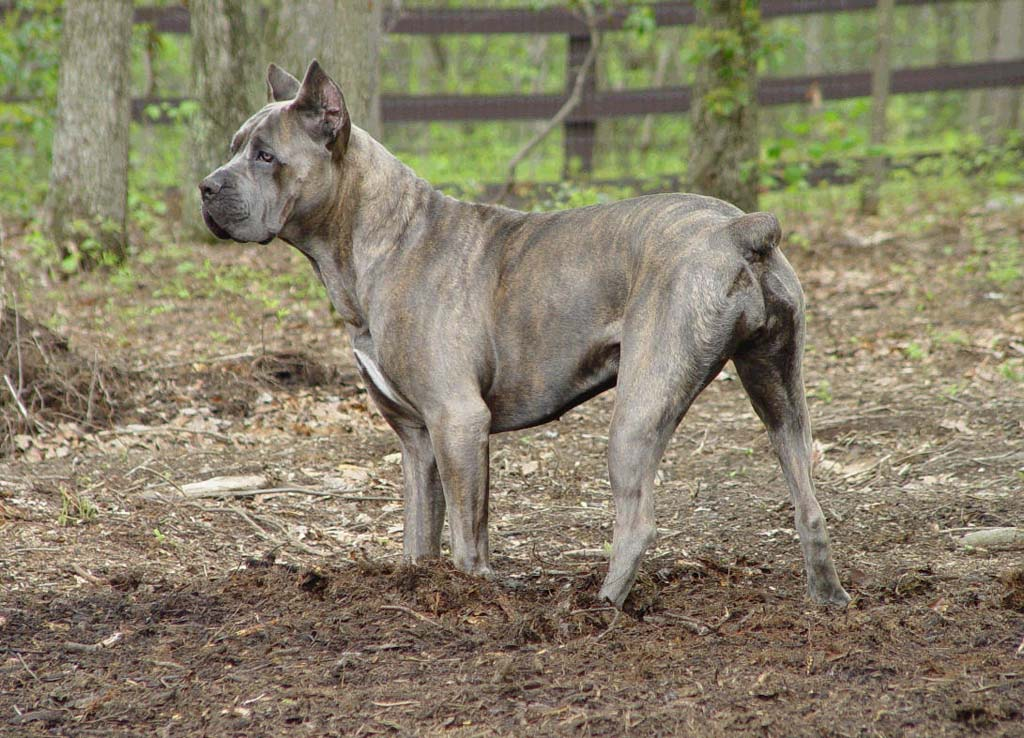
Blau-hellbraun gestromter Hund
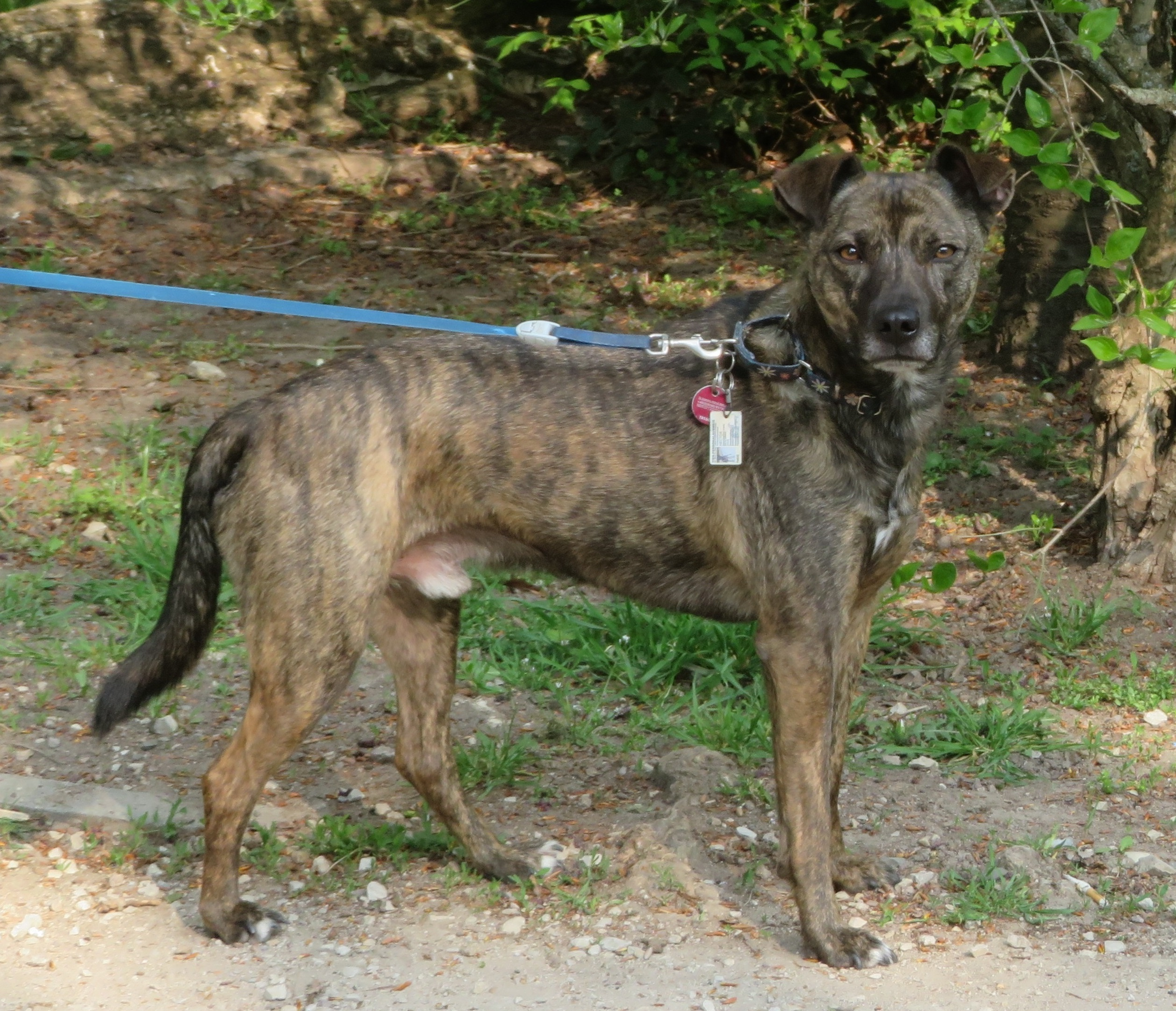
Zum Vergleich ohne Dilute-Gen: Schwarz-hellbraun gestromter Hund
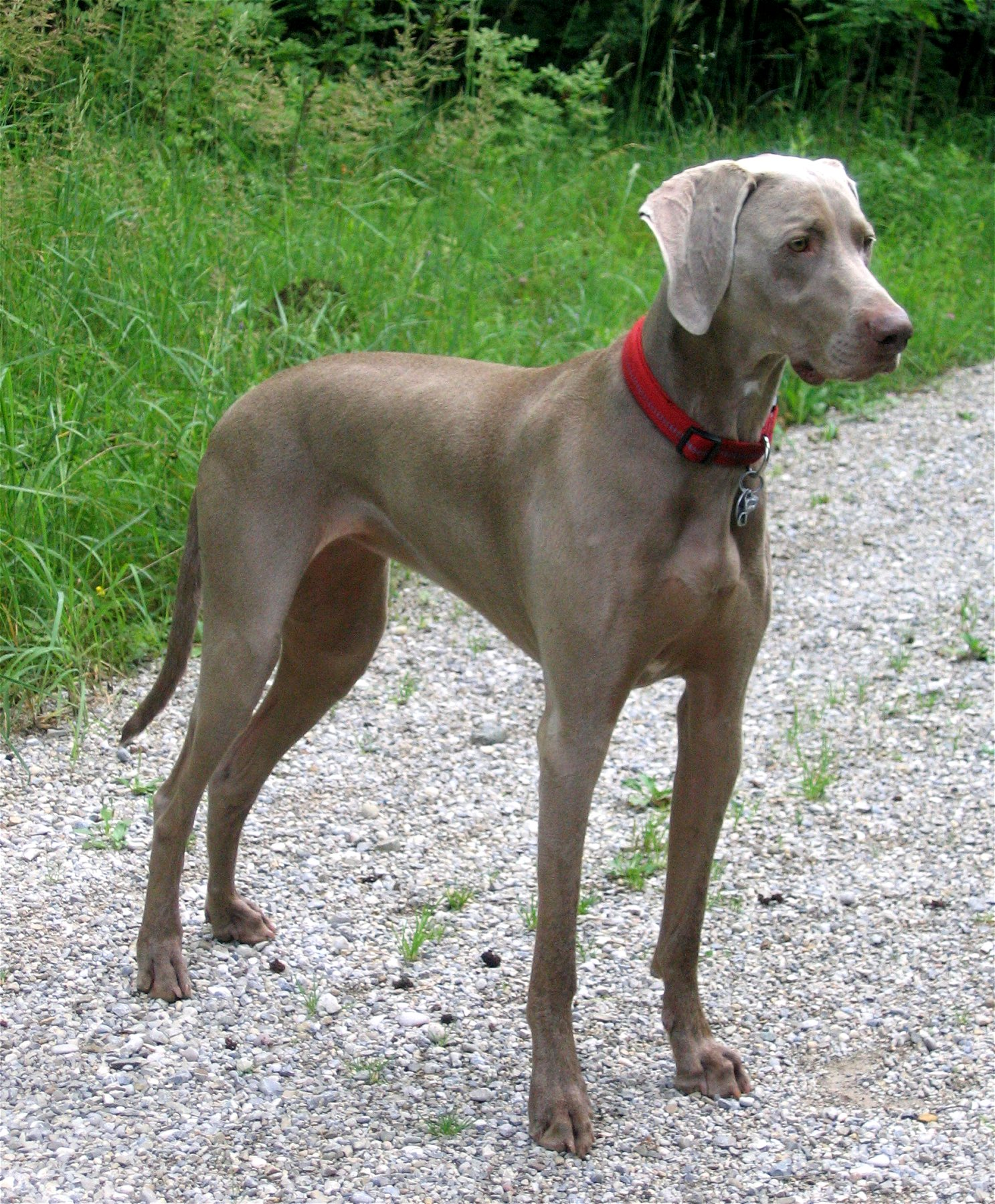
Weimaraner
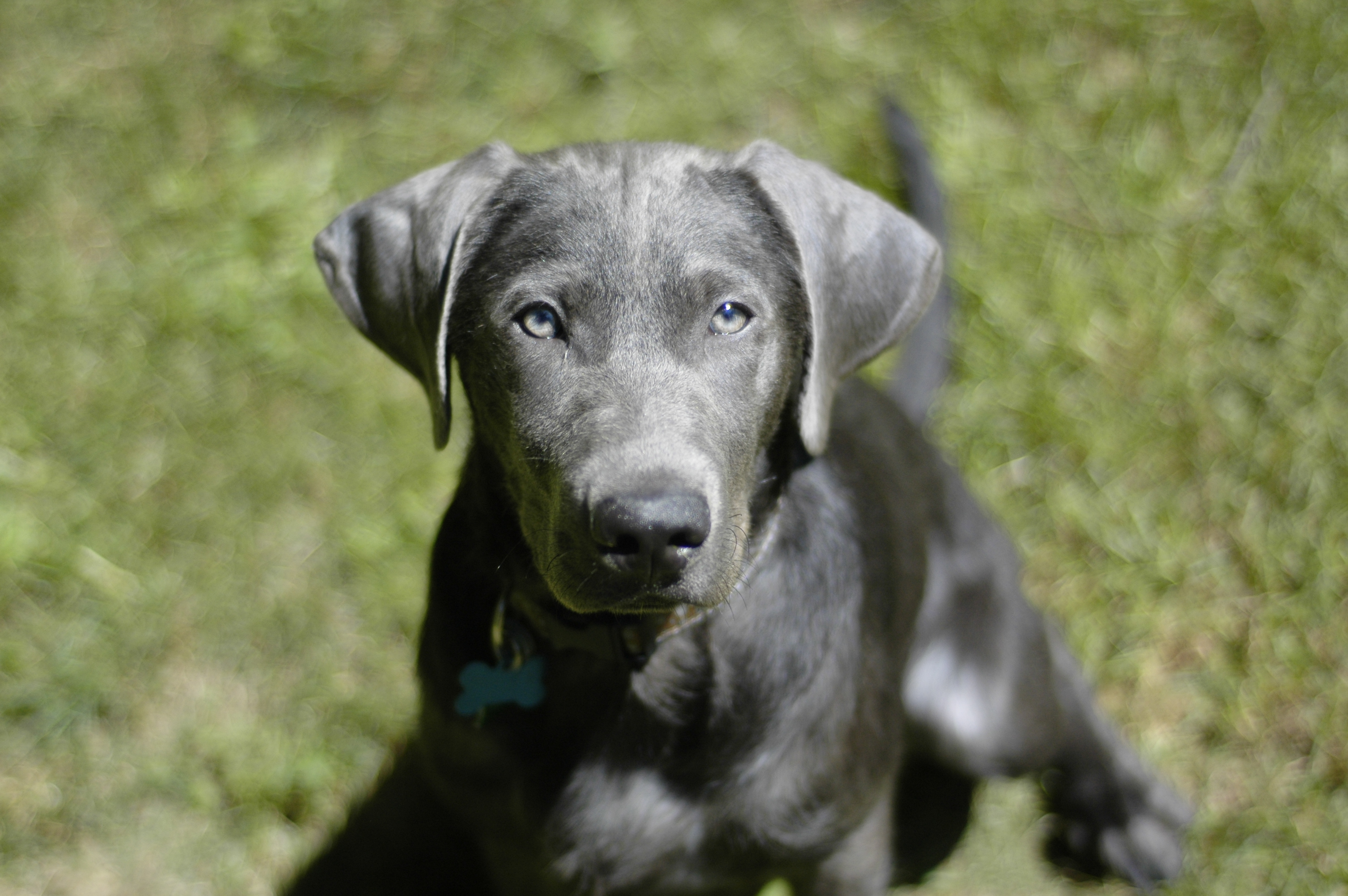
Silver Labrador

#### Genetik
Das Dilute-Gen wird mit d abgekürzt und ist rezessiv gegenüber dem Wildtyp-Allel D für die unaufgehellte Farbe. Über einen mittlerweile verfügbaren Gen-Test kann die Veranlagung eines Hundes in Bezug auf dieses Gen ermittelt werden. Bei einem Teil der durch das Dilute-Gen aufgehellten Tiere ist die Mutation mit Haarausfall und Veränderungen der Haarwurzeln verbunden. Da nicht alle Rassen, bei denen das Gen vorkommt, diese Probleme aufweisen, wird vermutet, dass es noch eine zweite bisher unbekannte Mutation des MLPH-Genes geben könnte.
Jeder Hund besitzt zwei Kopien dieses Gens (Allele) – eines vom Vater und eines von der Mutter. Dabei wird zwischen folgenden Kombinationen (Genotypen) unterschieden:

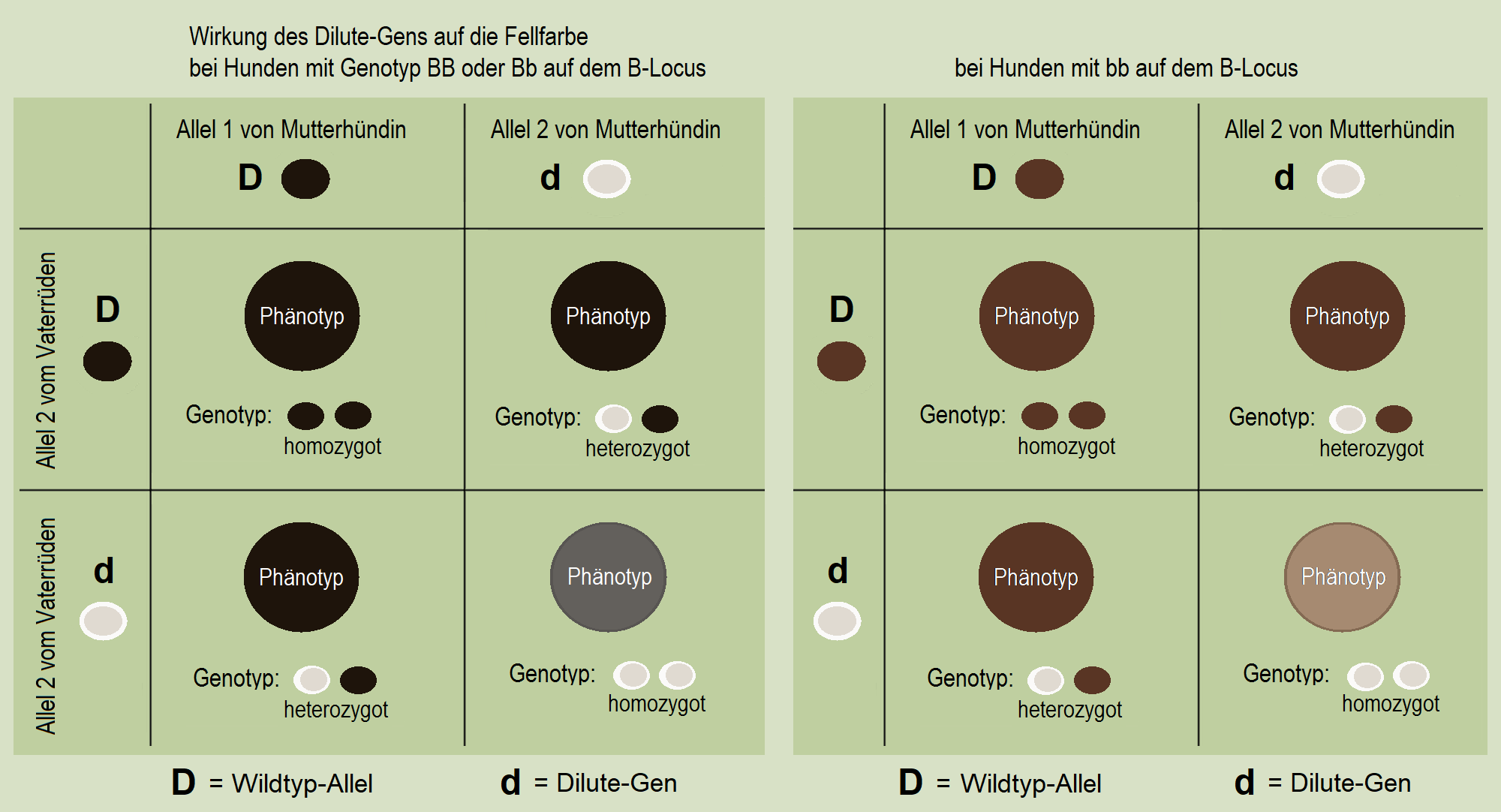
Erbschema
Links: schwarzes Eumelanin, rechts: braunes Eumelanin

1. DD: Sowohl Vater als auch Mutter haben das Wildtypallel vererbt. Das Fell ist nicht aufgehellt.
2. Dd: Entweder Vater oder Mutter haben das Allel für die verdünnte Farbausprägung vererbt. Die Farbverdünnung ist jedoch nicht sichtbar – der Hund hat die gleiche Fellfarbe, wie ein DD-Hund.
3. dd: Vater und Mutter haben das Allel für die verdünnte Farbausprägung vererbt. Die schwarzen Fellbereiche sind zu blau aufgehellt, zusätzlich durch das Braun-Gen aufgehellte Hunde nehmen die für den Weimaraner typische Farbe an.

Gemäß den Mendelschen Regeln erhalten 25 % der Welpen die Gen-Kombination dd, wenn sowohl Mutter als auch Vater die Genkombination Dd in sich tragen.

#### Rassen und Auswirkungen
Bei den Hunderassen Deutscher Pinscher und Dobermann ist die Farbaufhellung durch das Dilute-Gen in Deutschland unerwünscht. Die schwarze Fellfarbe wird aufgehellt zu „grau“ – es entsteht der so genannte blaue oder isabellfarbene (Verdünnung von Braun) Pinscher bzw. Dobermann. Einhergehend mit der farbaufhellenden Wirkung kommt es bei diesen (und anderen) Rassen zu einer Disposition für Haarausfall und Hautentzündungen. Nur Hunde mit der Gen-Kombination DD sind frei von dieser Disposition und werden bevorzugt in der Pinscherzucht verwendet. Siehe hierzu auch Liste der betroffenen Merkmale des Gutachtens zur Auslegung des Verbotes von Qualzüchtungen#Blue-dog-Syndrom. Der Genort für den Faktor, der im Zusammenhang mit dem Dilute-Gen bei manchen Hunden eine Farbmutantenalopezie auslöst, wurde noch nicht gefunden. Daher ist es bislang nicht möglich, bei betroffenen Rassen das Vorhandensein dieses Faktors durch eine DNA-Analyse auszuschließen.
Bei anderen Rassen wie beispielsweise der Deutschen Dogge ist das Gen dagegen durchaus erwünscht. Blaue Doggen entsprechen dem Rassestandard und zeigen dabei normalerweise keine Krankheitssymptome.

#### Dilute-Gene und I-Gen
Rehfarbene Hunde können auf unterschiedliche Weise entstehen. Sie tragen mindestens einmal das Allel ay des Agouti-Locus oder das Allel e des Extension-Locus doppelt. Es gibt Faktoren, die über die Pigmentproduktion die Farbtiefe beeinflussen, und solche, durch die beide Formen der Rehfarbe auch verdünnt auftreten können.
Manche MLPH-Gene verändern Phäomelanin kaum. Für die Aufhellung des Phäomelanins sorgt ein auf dem „Intensity (I) Locus“ befindliches Gen i. Der I-Locus wurde der „Gen Major Facilitator Superfamily Domain Containing 12 (MFSD12)“ zugeordnet. Wenn das Gen i heterozygot (nur einmal) vorliegt, erfolgt eine mittlere Aufhellung; liegt das Gen i homozygot (doppelt) vor, wird der Hund zu weiß aufgehellt. Aufhellung durch ein I-Gen tritt beispielsweise beim Golden Retriever, beim Labrador Retriever, beim Weißen Schäferhund und beim Chihuahua auf.
Auch beim Golddust Yorkshire Terrier, einer im Rassestandard des Biewer Terriers nicht vorgesehenen Farbvariante, oder als Fehlfarbe beim Yorkshire Terrier mit Genotyp ee auf dem Extension-Locus gibt es Hunde mit dunkler goldenem und solche mit stark aufgehelltem Phäomelanin. Die große Bandbreite an Phäomelaninintensität reicht bei den Hunderassen vom weißen Fell des Samojeden bis zum tiefroten Fell des Irish Setters. Mehrere genetische Varianten wurden mit bestimmten Phänotypen in Verbindung gebracht, die aber den Großteil der phänotypischen Unterschiede zwischen den Rassen noch nicht erklären. In einer genomweiten Assoziationsstudie (GWAS) wurden fünf Loci identifiziert, die signifikant mit der Intensität assoziiert sind (CFA15 29,8 Mb; CFA20 55,8 Mb; CFA2 74,7 Mb; CFA18 12,9 Mb und CFA21 10,9 Mb).

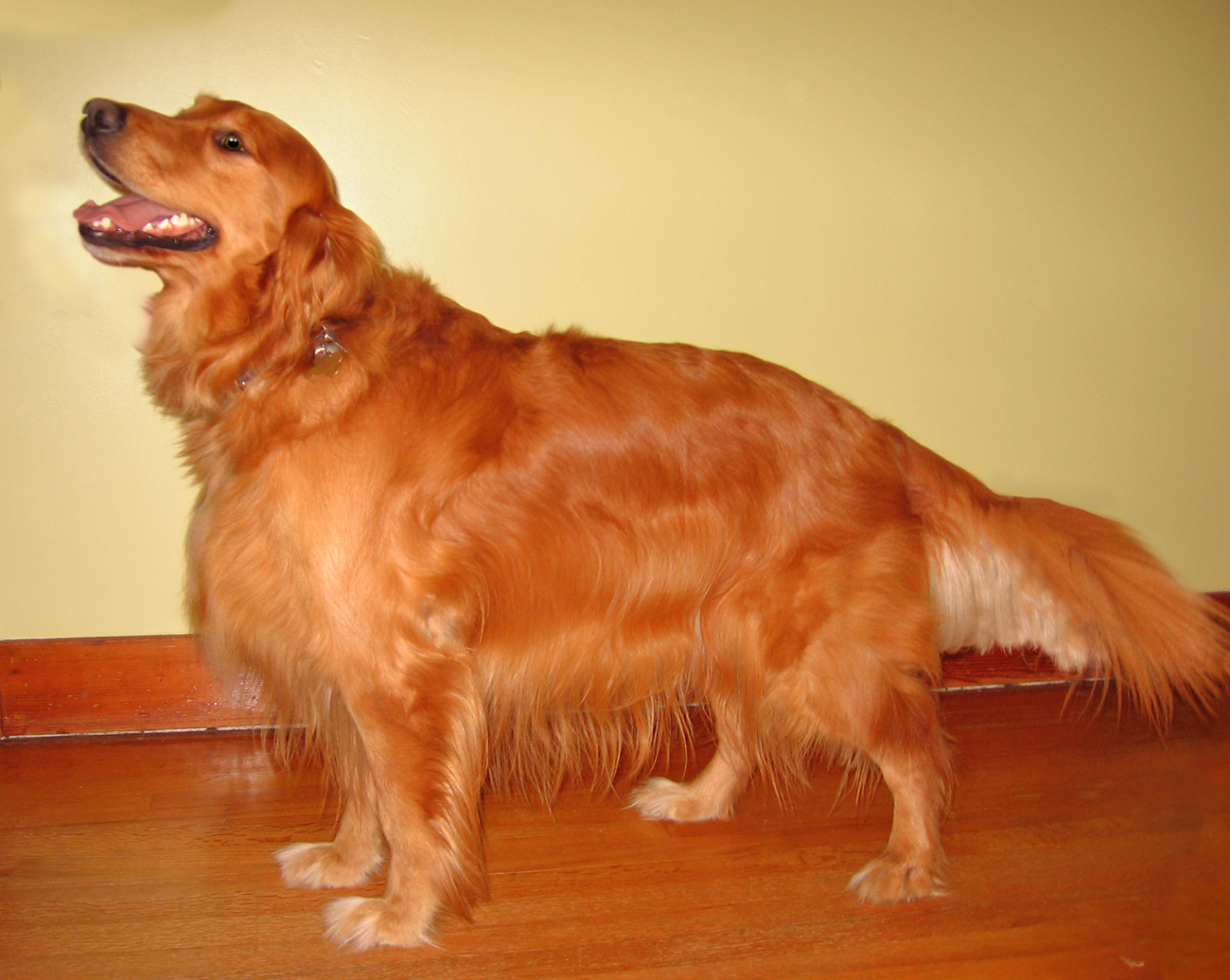
Rehfarbener Golden Retriever, Allelkombination II, nicht aufgehellt. Diese Farbe wird dieser Rasse als dunkelgolden bezeichnet.
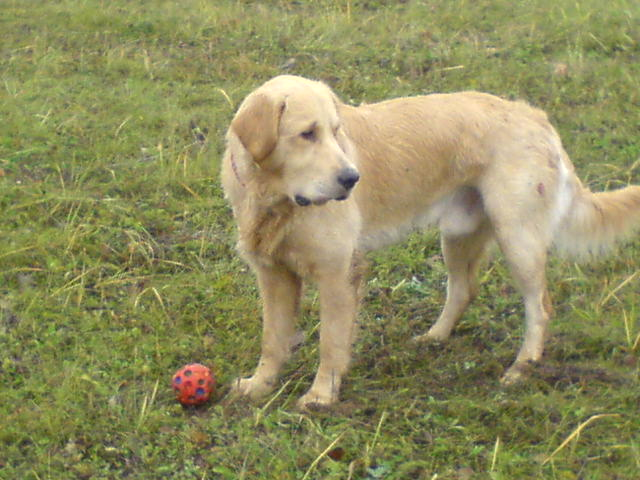
Deutlich aufgehellter Golden Retriever, Allelkombination Ii
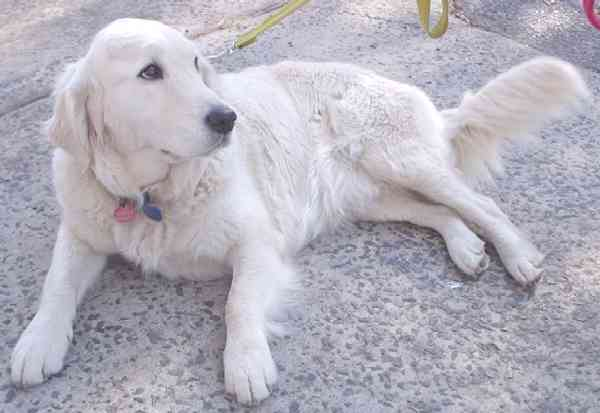
Golden Retriever, Allelkombination ii, weiß, die Farbe wird bei dieser Rasse als Cremefarben bezeichnet.
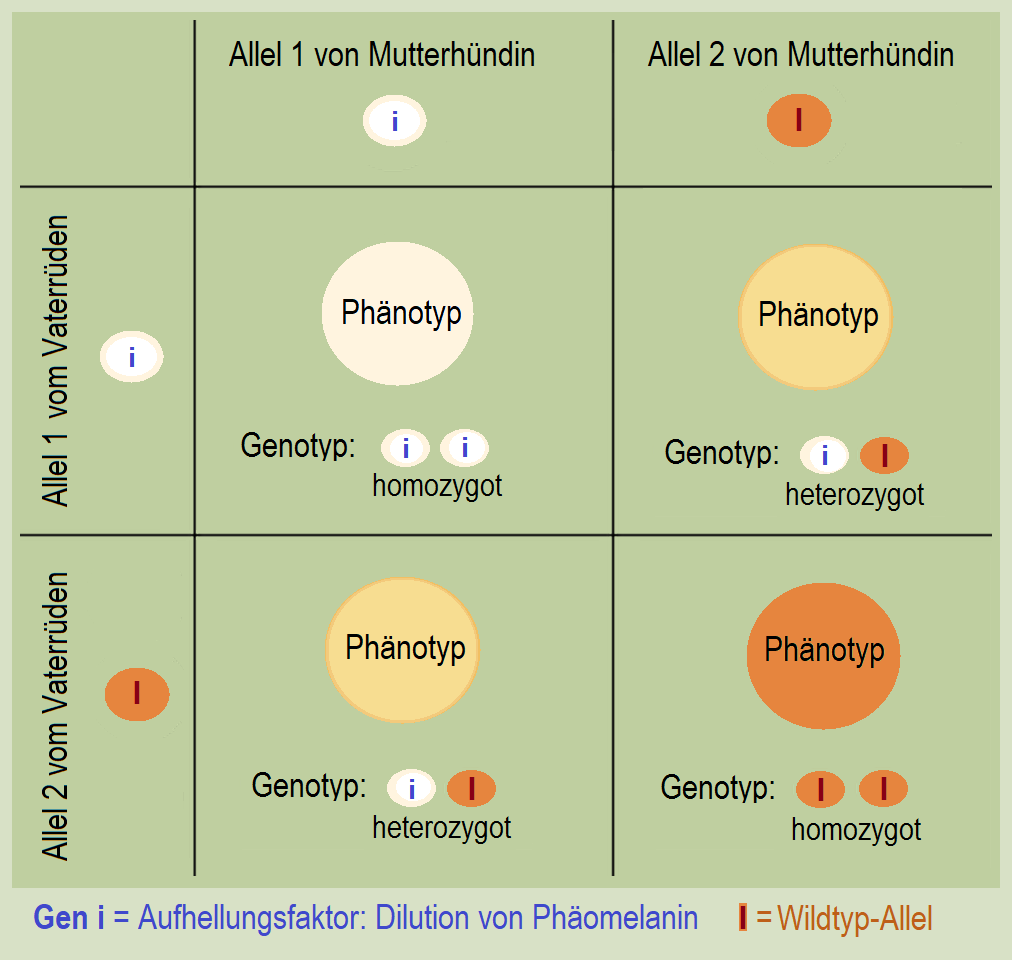
Intermediäre Vererbung des Aufhellungsfaktors i

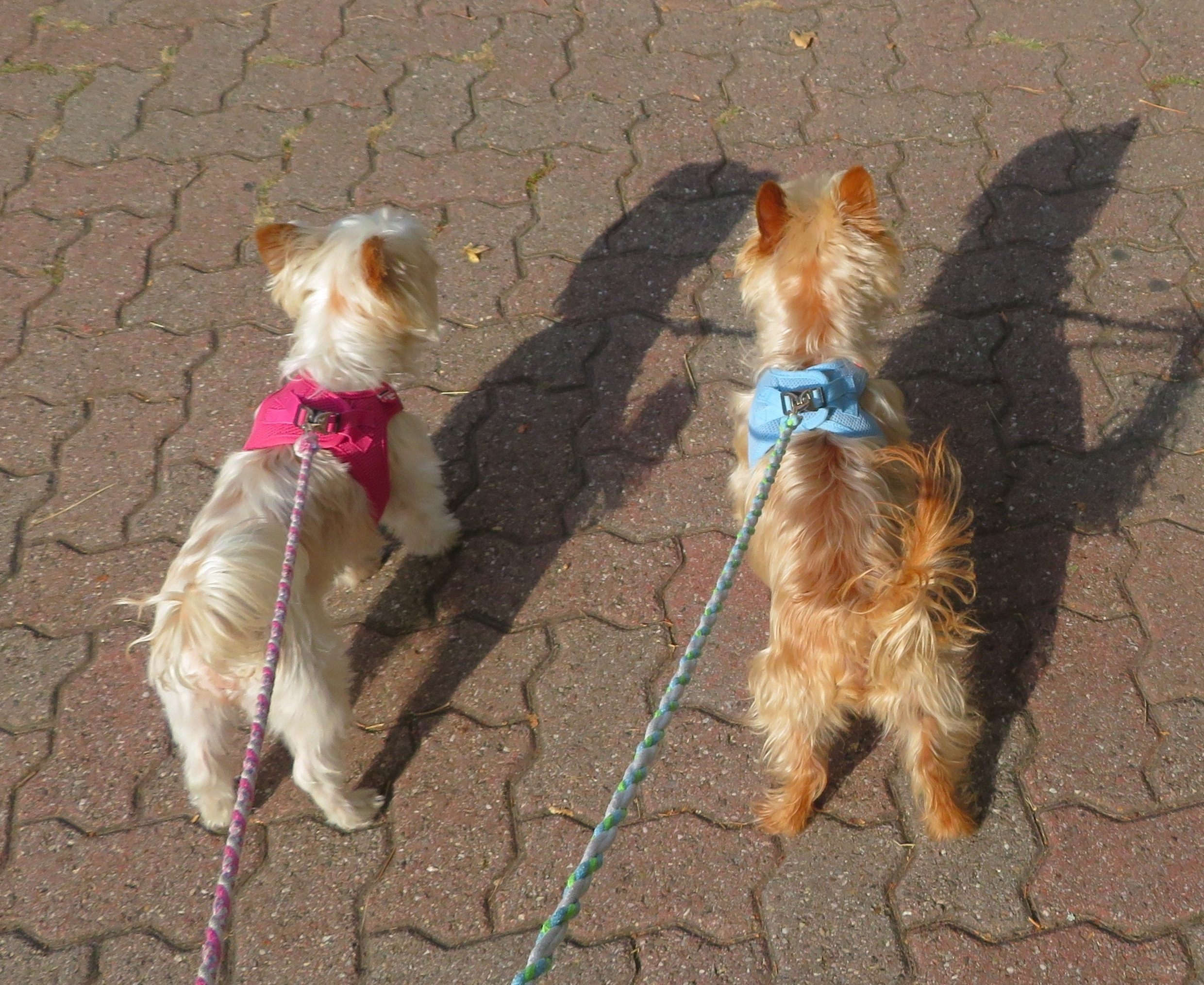
Links: aufgehelltes Phäomelanin in den Platten am Rücken
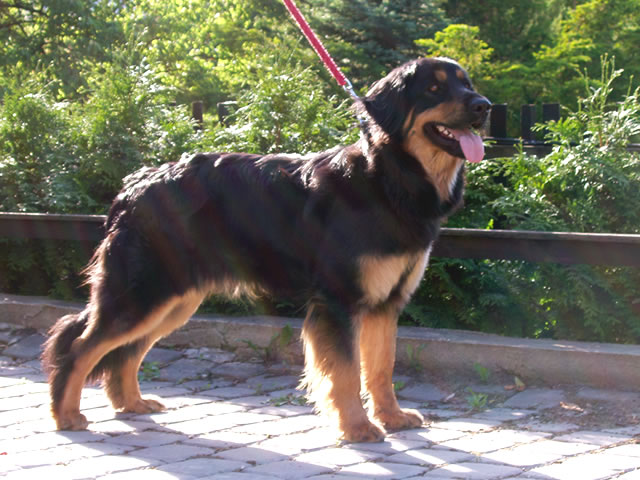
Hovawart: Schwarz mit rotem Brand, Allelkombination II. Diese Farbe wird beim Hovawart als Schwarmarken bezeichnet.
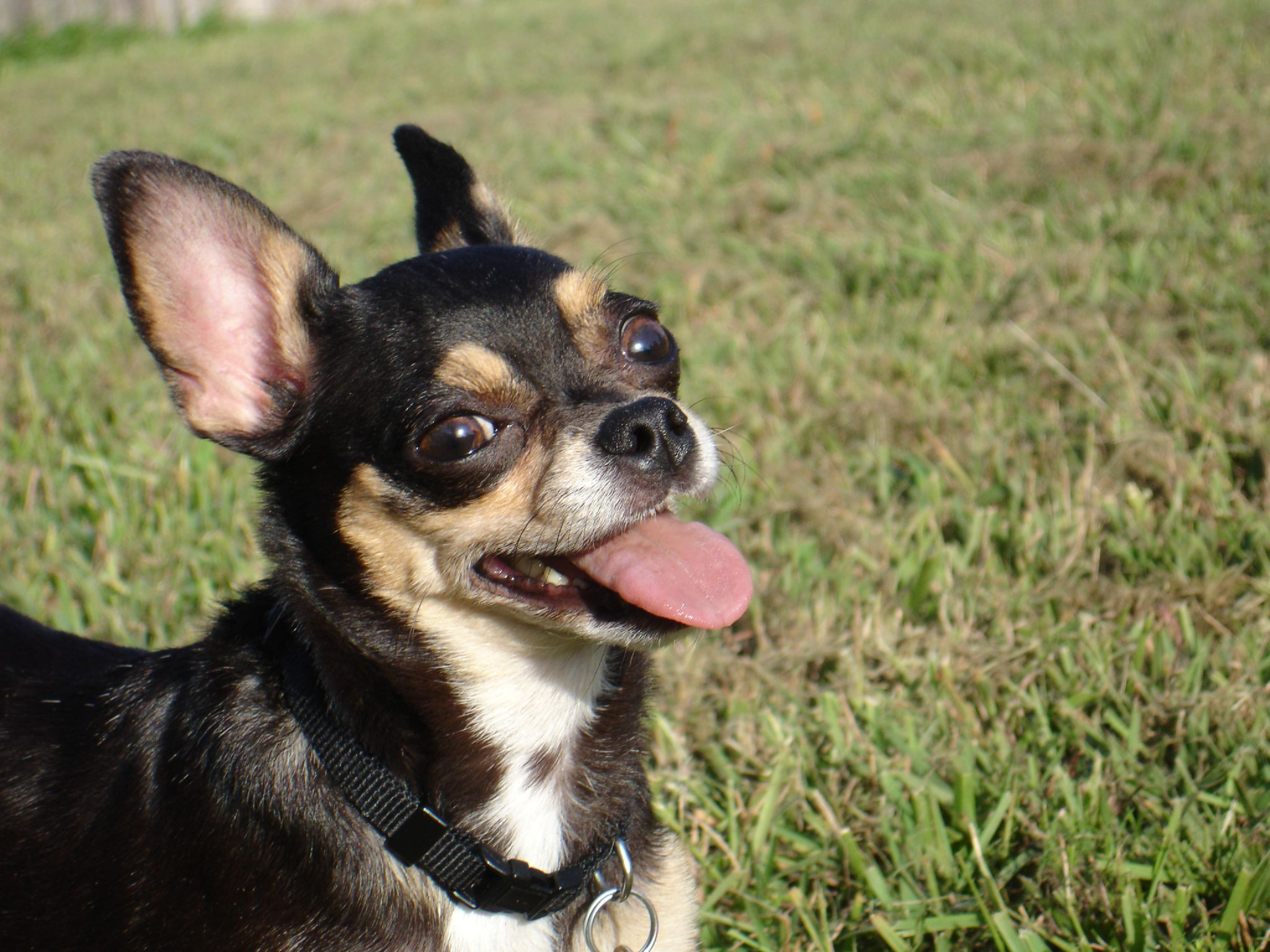
Chihuahua: Schwarz mit sandfarbenem Brand, Allelkombination Ii
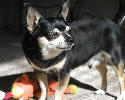
Chihuahua: Schwarz mit weißem Brand, Allelkombination ii

Beim Italienischen Windspiel kommen durch ein Dilute-Gen von schwarz zu „blau“ aufgehellte Hunde vor sowie rehfarbene, die zu „blau-fawn“ aufgehellt sind. Bei Letzteren gibt es Hunde mit EM, deren schwarze Maske zu grau aufgehellt ist, gleichzeitig ist die Rehfarbe des Fells zu einem helleren Farbton verdünnt. Das bedeutet, dass durch dieses Dilute-Gen sowohl Eumelanin als auch Phäomelanin aufgehellt werden. Der Italian Greyhound Club of America stellte für Hunde mit verdünnten Fellfarben mit und ohne Haarausfall oder Hautprobleme Mittel für molekulargenetische Untersuchungen zur Verfügung, denn offenbar haben nicht alle dieselbe MLPH-Mutation.

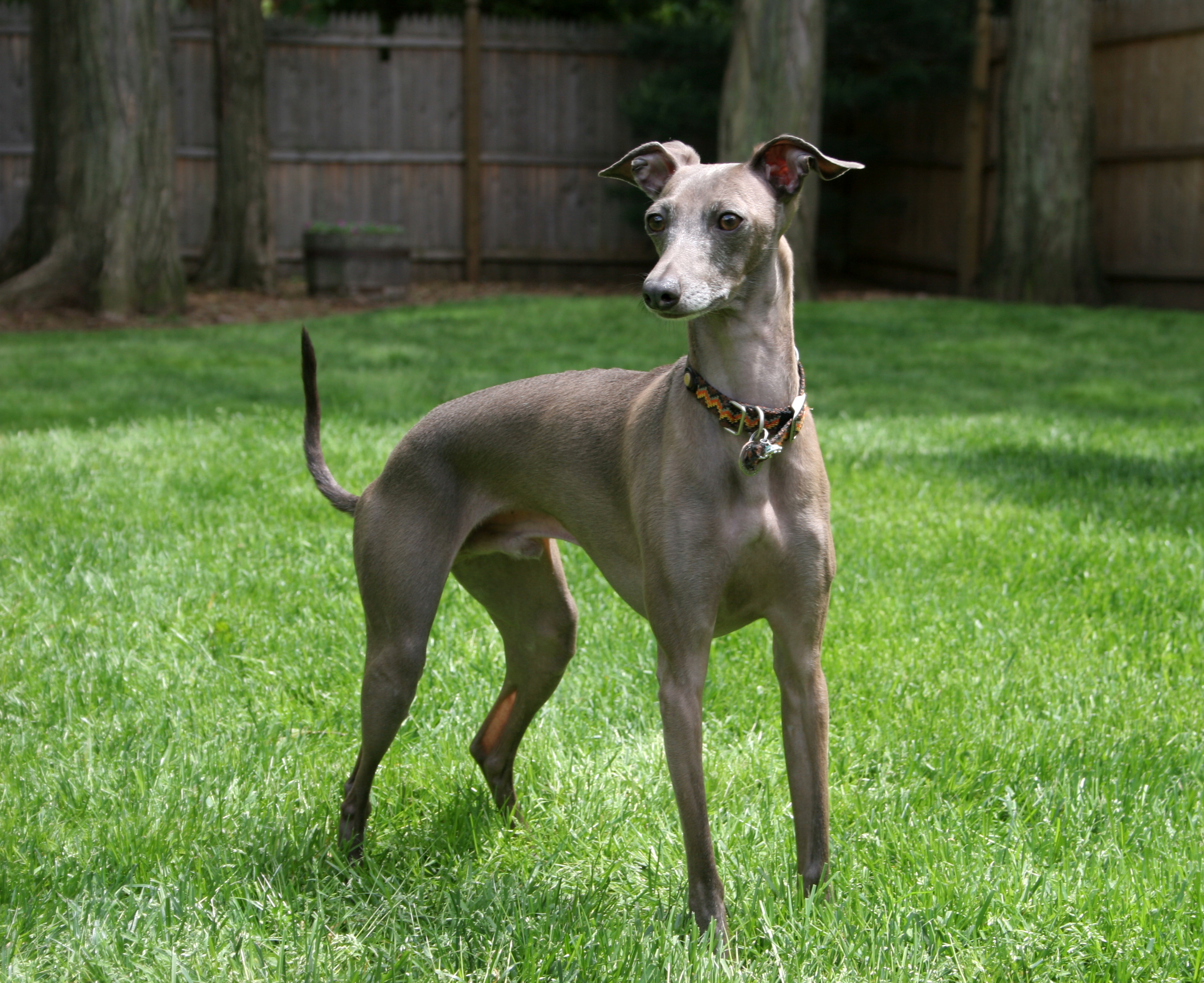
Italienisches Windspiel: Schwarz zu grau aufgehellt
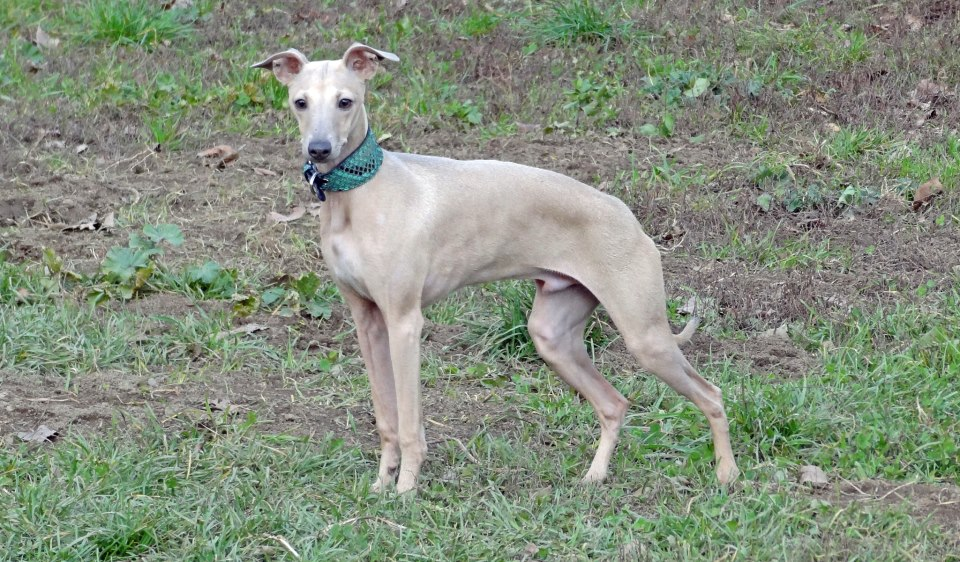
Italienisches Windspiel: Sehr stark aufgehelltes Fell
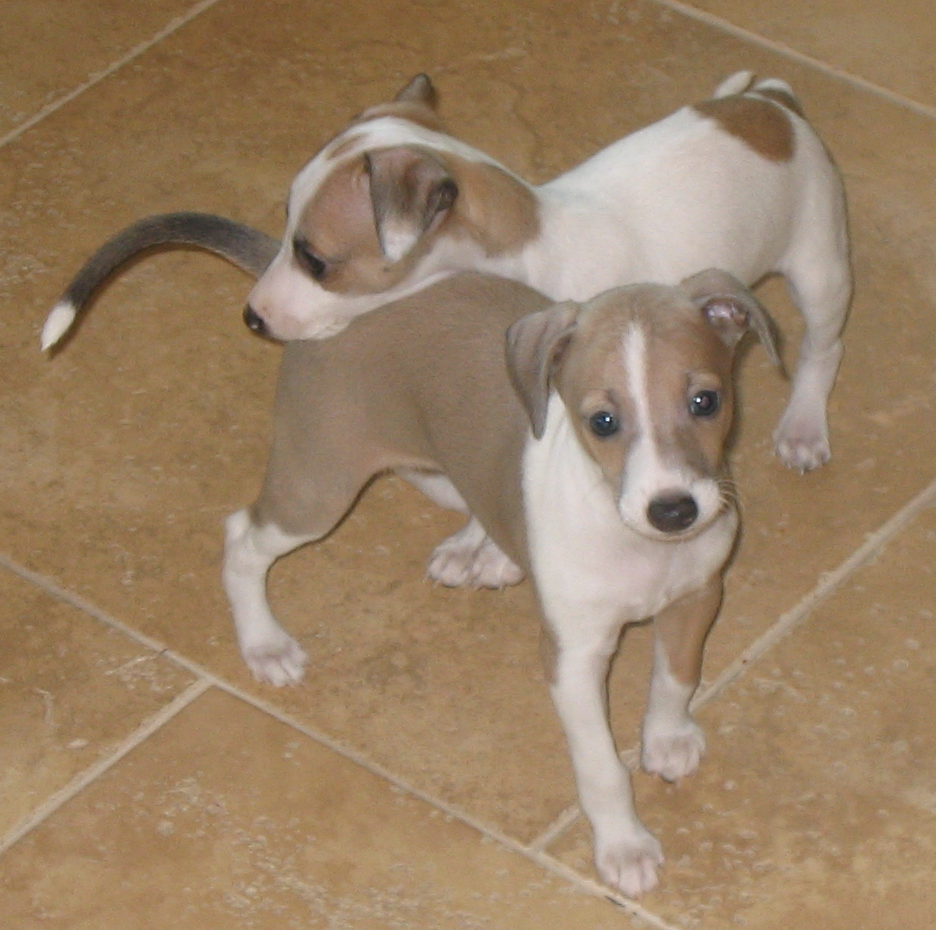
Welpen mit aufgehellter Rehfarbe

## OCA4 - MATP
Das MATP-Gen (membrane associated transporter protein gene) entspricht dem Gen, das beim Oculocutanen Albinismus Typ 4 beim Menschen mutiert ist.

### Pferd

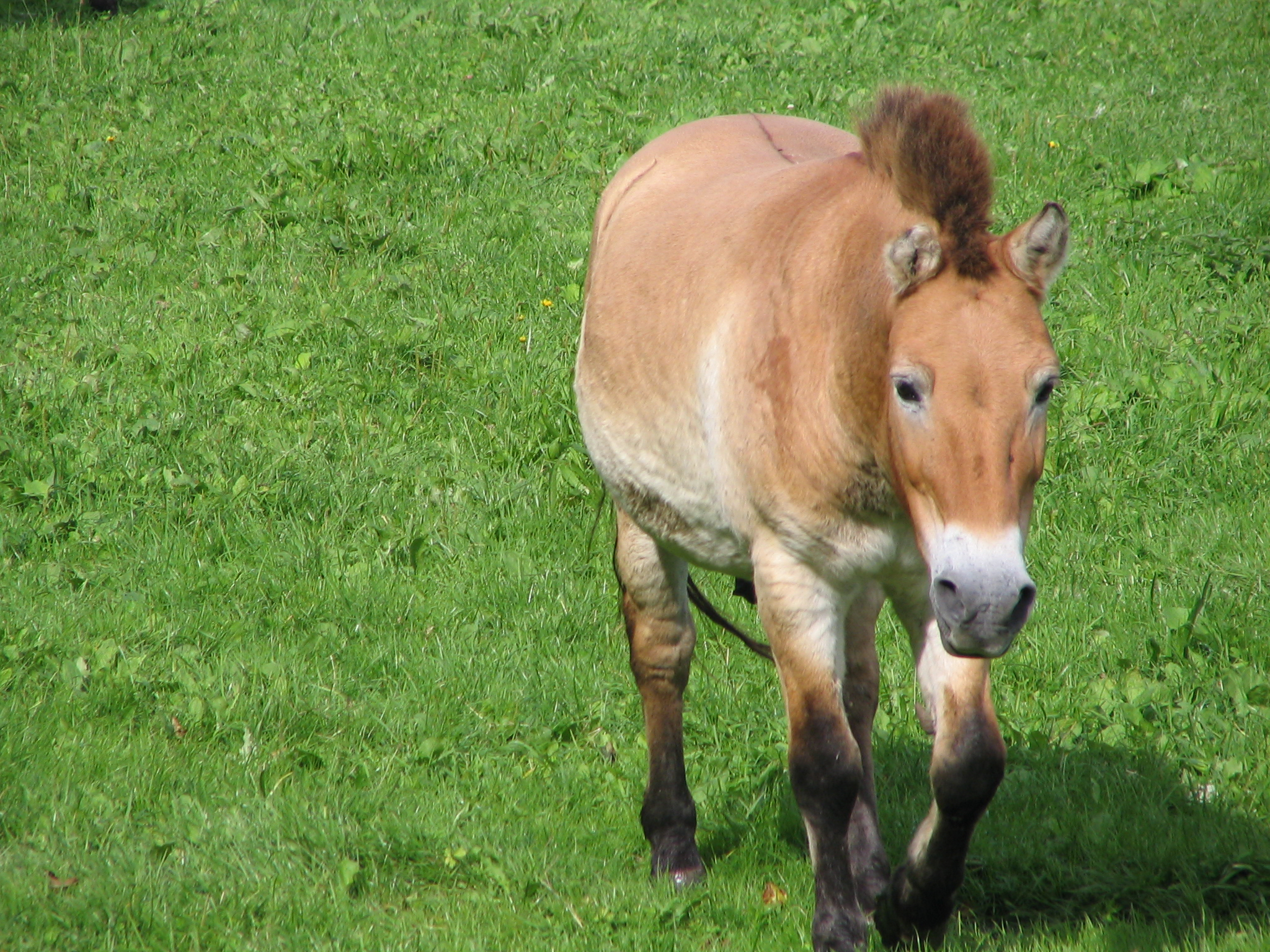
Przewalski-Pferd

- Beim Pferd wird der Dun-Locus als Dilute-Gen bezeichnet und ruft eine Aufhellung zum Falben hervor, die mit Aalstrich und Zebrastreifen verbunden ist. Das entspricht dem Wildtyp des Przewalski-Pferdes und tritt bei vielen, vor allem ursprünglichen Ponyrassen auf. Das rezessive Allel d ist nicht aufgehellt und bei den meisten Hauspferdrassen weiter verbreitet als der Wildtyp des Gens.[1]

- Pferde, die durch das Champagne-Gen (SLC36A1) aufgehellt wurden, sind je nach zugrunde liegender Farbe golden mit weißer oder schokoladenfarbener Mähne oder sie haben die typische Champagnefarbe mit etwas dunklerer Mähne und Schweif.[23]

- Das Cream-Gen des Pferdes wird oft als ein Dilute-Gen geführt und ist auf eine MATP-Mutation zurückzuführen.[24]

- Pearl ist ein Gen, das die Farbe von Pferden zu einer hellen Sandfarbe oder zu einem hellen Grau aufhellt. Der Genort ist auch hier noch nicht bekannt.